# Estação Carlos Gomes
A Estação Carlos Gomes é uma estação de trem no município de Campinas, mantida pela Associação Brasileira de Preservação Ferroviária, como parte da Viação Férrea Campinas-Jaguariúna, uma linha turística com locomotivas a vapor. A estação localiza-se no bairro rural de Carlos Gomes, no extremo norte da cidade, já próximo a Jaguariúna. A estação abriga as oficinas de restauração da ABPF 

## História[1]
A estação de Carlos Gomes substituiu uma estação homônima, quando da mudança do traçado da linha-tronco da Mogiana. Sua utilidade estava no embarque de café e gado das fazendas da região. Em 1968, a estação foi transformada em parada e em 1977 foi desativada. A partir de 1981, a ABPF reativou a estação, utilizando-a como oficina para restauração de carros de passageiros, vagões e locomotivas.